# NHL Awards 2016
Die NHL Awards 2016 sind Ehrungen der nordamerikanischen Eishockeyliga NHL. Sie wurden am 22. Juni 2016 im Encore Theater des Wynn Hotels in Paradise verliehen.

## Preisträger
Hart Memorial Trophy – Wird an den wertvollsten Spieler (MVP) der Saison durch die Professional Hockey Writers’ Association verliehen.
- Patrick Kane (RW) – Chicago Blackhawks

Nominiert:
- Jamie Benn (LW) – Dallas Stars
- Sidney Crosby (C) – Pittsburgh Penguins

Ted Lindsay Award – Wird an den herausragenden Spieler der Saison durch die Spielergewerkschaft NHLPA verliehen.
- Patrick Kane (RW) – Chicago Blackhawks

Nominiert:
- Jamie Benn (LW) – Dallas Stars
- Braden Holtby (G) – Washington Capitals

Vezina Trophy – Wird an den herausragenden Torhüter der Saison durch die General Manager der Teams verliehen.
- Braden Holtby – Washington Capitals

Nominiert:
- Ben Bishop – Tampa Bay Lightning
- Jonathan Quick – Los Angeles Kings

James Norris Memorial Trophy – Wird durch die Professional Hockey Writers’ Association an den Verteidiger verliehen, der in der Saison auf dieser Position die größten Allround-Fähigkeiten zeigte.
- Drew Doughty – Los Angeles Kings

Nominiert:
- Brent Burns – San Jose Sharks
- Erik Karlsson – Ottawa Senators

Frank J. Selke Trophy – Wird an den Angreifer mit den besten Defensivqualitäten durch die Professional Hockey Writers’ Association verliehen.
- Anže Kopitar – Los Angeles Kings

Nominiert:
- Patrice Bergeron – Boston Bruins
- Ryan Kesler – Anaheim Ducks

Calder Memorial Trophy – Wird durch die Professional Hockey Writers’ Association an den besten Neuprofi (Rookie) verliehen.
- Artemi Panarin (LW) – Chicago Blackhawks

Nominiert:
- Shayne Gostisbehere (D) – Philadelphia Flyers
- Connor McDavid (C) – Edmonton Oilers

Lady Byng Memorial Trophy – Wird durch die Professional Hockey Writers’ Association an den Spieler verliehen, der durch einen hohen sportlichen Standard und faires Verhalten herausragte.
- Anže Kopitar (C) – Los Angeles Kings

Nominiert:
- Aleksander Barkov (C) – Florida Panthers
- Loui Eriksson (LW) – Boston Bruins

Jack Adams Award – Wird durch die NHL Broadcasters’ Association an den Trainer verliehen, der am meisten zum Erfolg seines Teams beitrug.
- Barry Trotz – Washington Capitals

Nominiert:
- Gerard Gallant – Florida Panthers
- Lindy Ruff – Dallas Stars

Bill Masterton Memorial Trophy – Wird durch die Professional Hockey Writers’ Association an den Spieler verliehen, der Ausdauer, Hingabe und Fairness in und um den Eishockeysport zeigte.
- Jaromír Jágr – Florida Panthers

Nominiert:
- Pascal Dupuis – Pittsburgh Penguins
- Mats Zuccarello – New York Rangers

NHL General Manager of the Year Award – Wird an den General Manager eines Franchise vergeben, der sich im Verlauf der Saison als der Fähigste erwiesen hat.
- Jim Rutherford – Pittsburgh Penguins

Nominiert:
- Brian MacLellan – Washington Capitals
- Jim Nill – Dallas Stars

Art Ross Trophy – Wird an den besten Scorer der Saison verliehen.
- Patrick Kane (RW) – Chicago Blackhawks: 106 Punkte (46 Tore, 60 Vorlagen)

Maurice 'Rocket' Richard Trophy – Wird an den besten Torschützen der Liga vergeben.
- Alexander Owetschkin – Washington Capitals: 50 Tore

William M. Jennings Trophy – Wird an den/die Torhüter mit mindestens 25 Einsätzen verliehen, dessen/deren Team die wenigsten Gegentore in der Saison zugelassen hat.
- Frederik Andersen – Anaheim Ducks 88 Gegentore in 43 Spielen (Gegentorschnitt: 2,30)
- John Gibson – Anaheim Ducks 79 Gegentore in 40 Spielen (Gegentorschnitt: 2,07)

NHL Plus/Minus Award – Wird an den Spieler verliehen, der während der Saison die beste Plus/Minus-Statistik hat.
- Tyler Toffoli – Los Angeles Kings: +35

Conn Smythe Trophy – Wird an den wertvollsten Spieler (MVP) der Play Offs verliehen.
- Sidney Crosby (C) – Pittsburgh Penguins

Mark Messier Leader of the Year Award – Wird an den Spieler verliehen, der sich während der Saison durch besondere Führungsqualitäten ausgezeichnet hat.
- Shea Weber (D) – Nashville Predators

Nominiert:
- Alexander Owetschkin (LW) – Washington Capitals
- John Tavares (C) – New York Islanders

King Clancy Memorial Trophy – Wird an den Spieler vergeben, der durch Führungsqualitäten, sowohl auf als auch abseits des Eises und durch soziales Engagement herausragte.
- Henrik Sedin (C) – Vancouver Canucks

## Trophäen

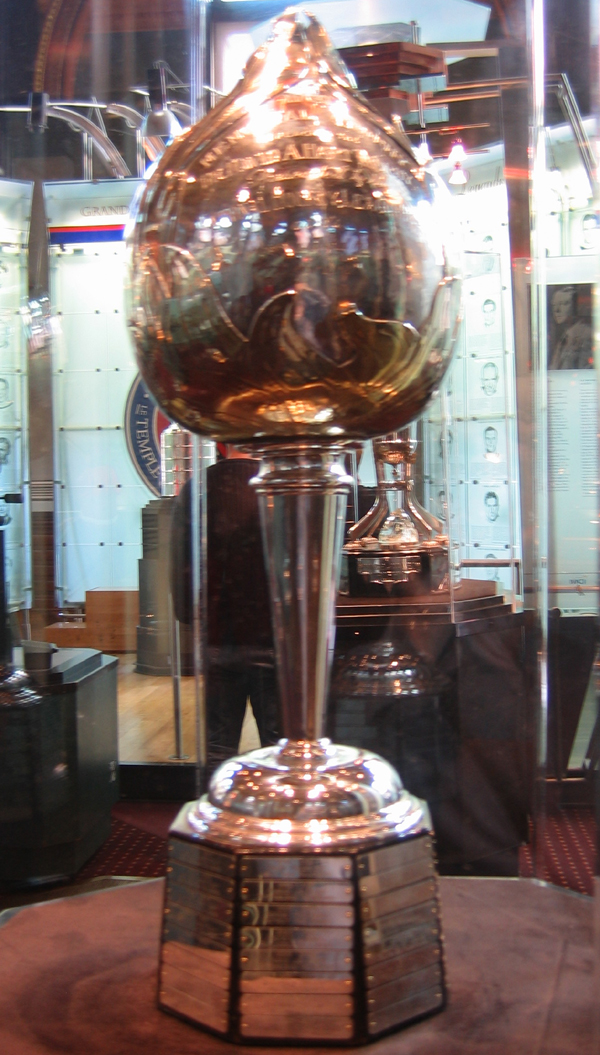
Hart Memorial Trophy
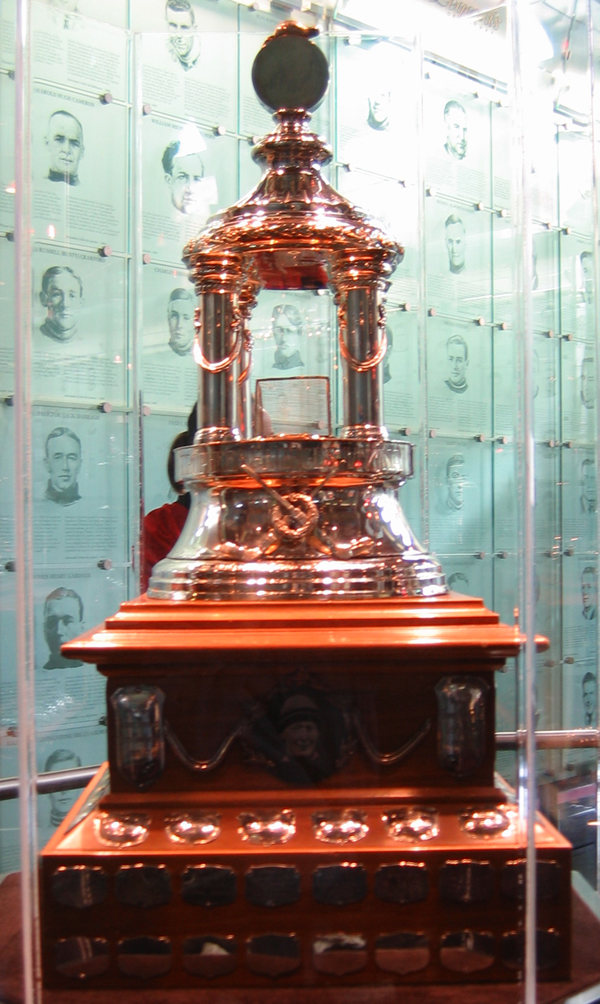
Vezina Trophy
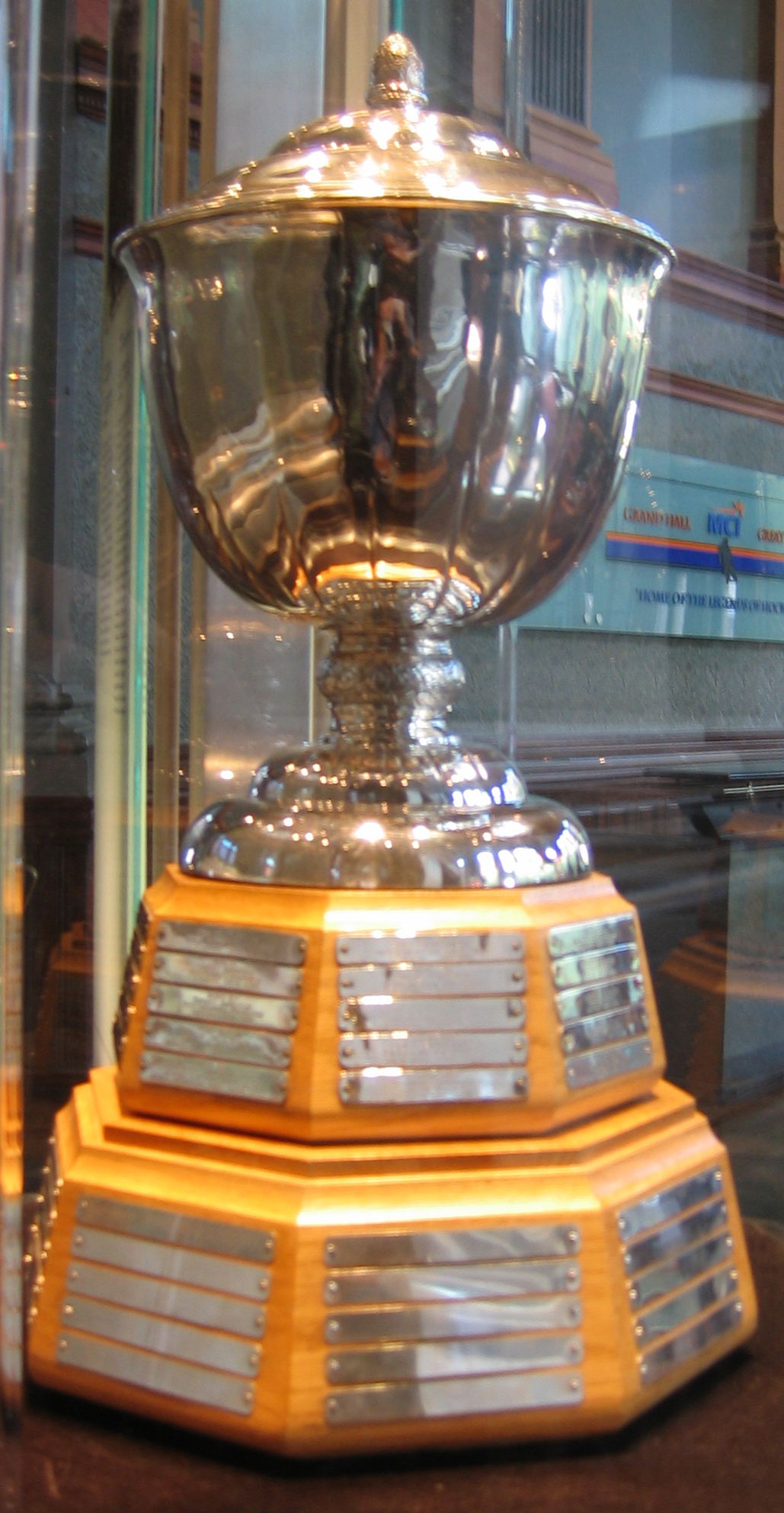
James Norris Memorial Trophy
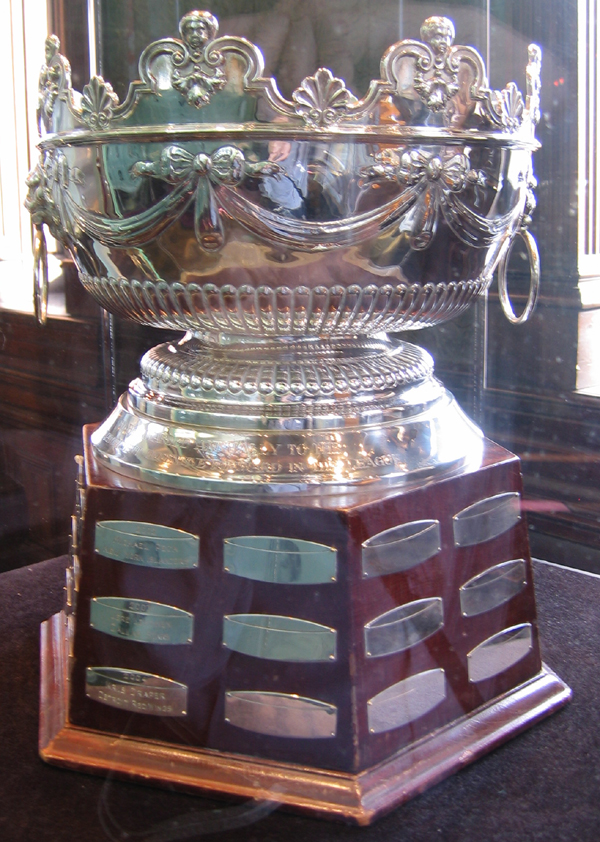
Frank J. Selke Trophy
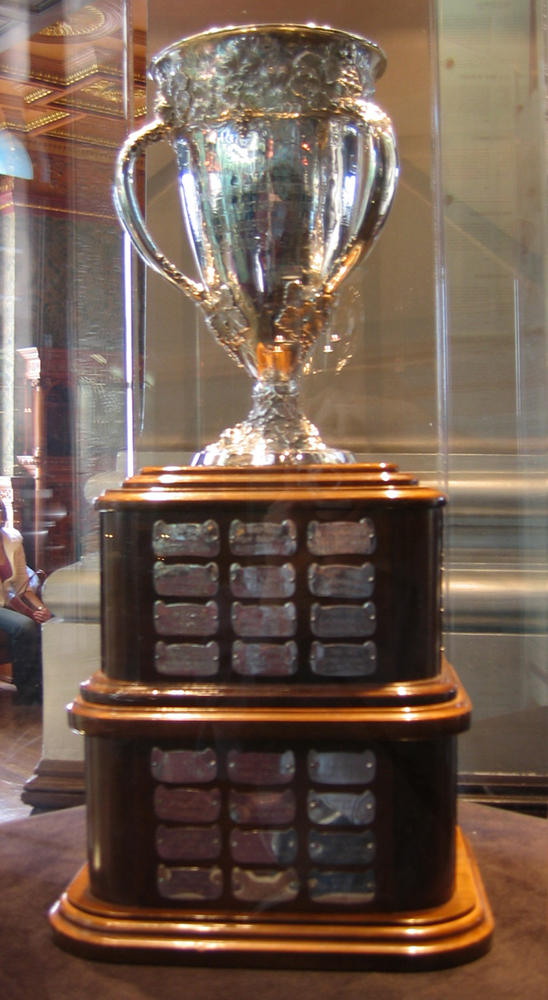
Calder Memorial Trophy
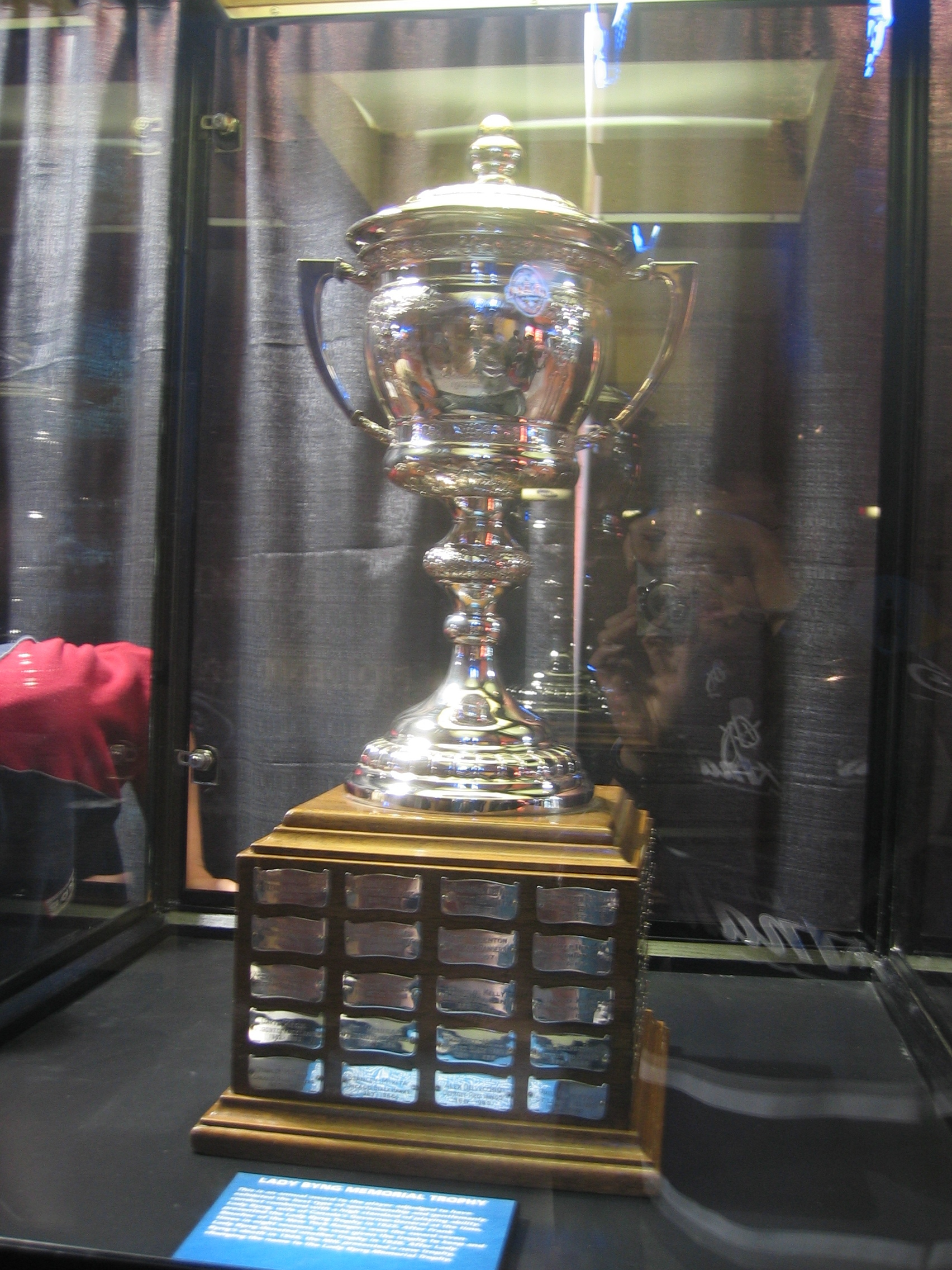
Lady Byng Memorial Trophy
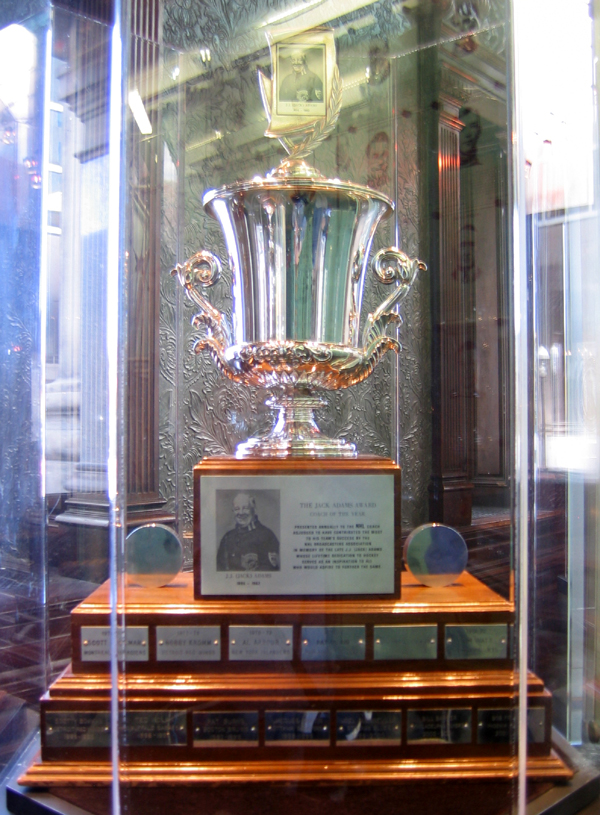
Jack Adams Award
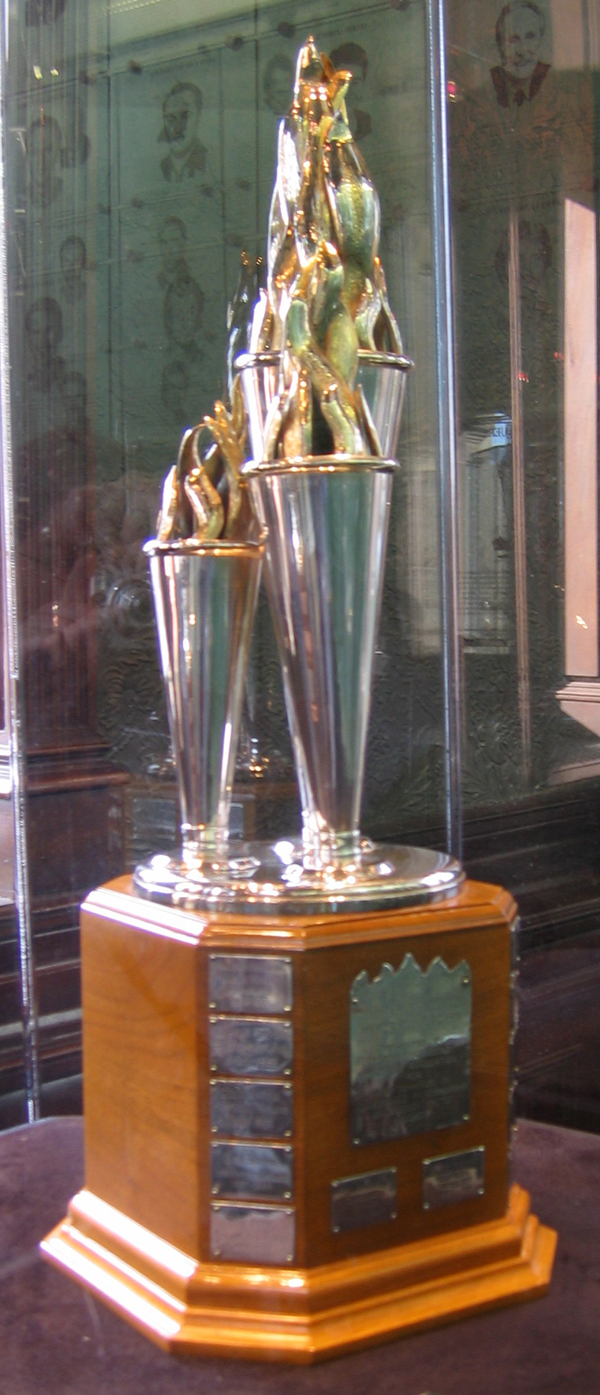
Bill Masterton Memorial Trophy
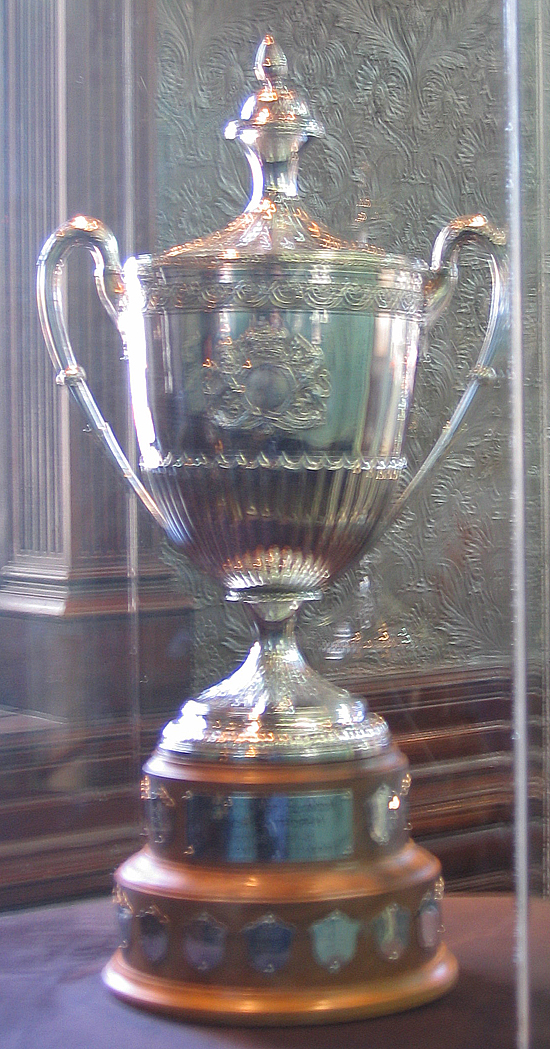
King Clancy Memorial Trophy
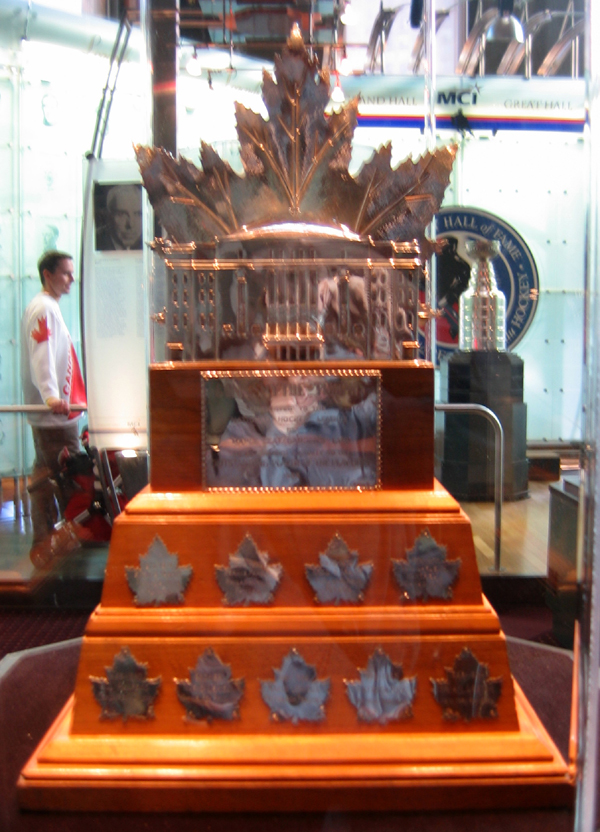
Conn Smythe Trophy
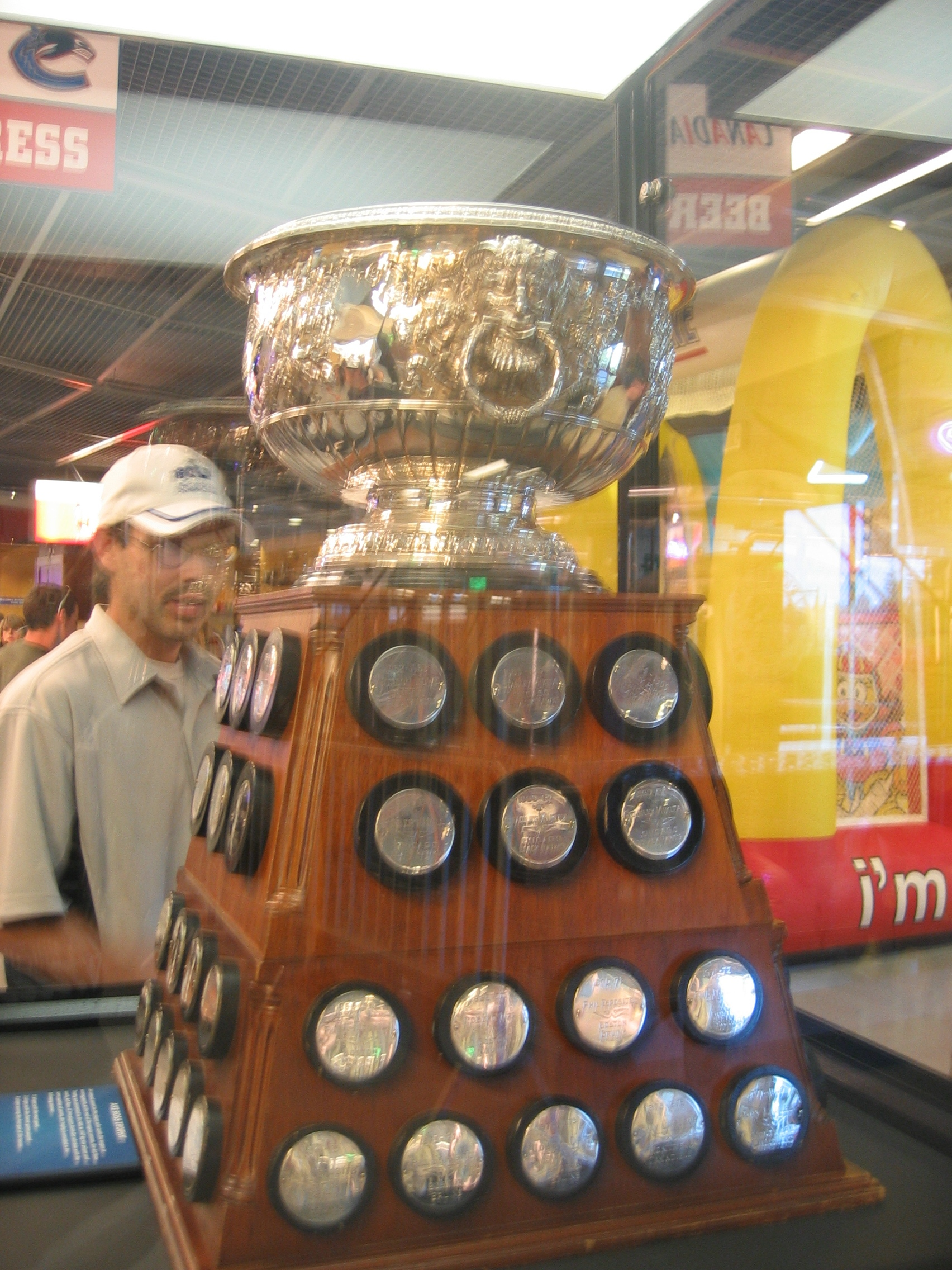
Art Ross Trophy
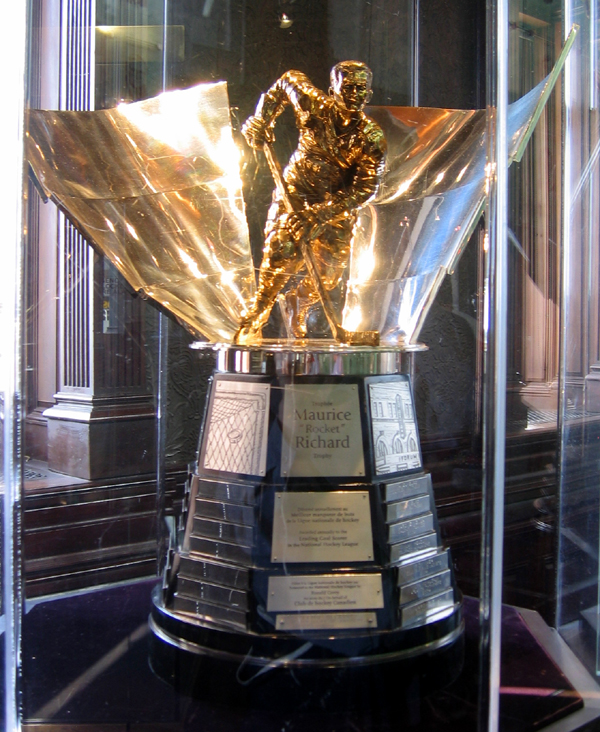
Maurice 'Rocket' Richard Trophy
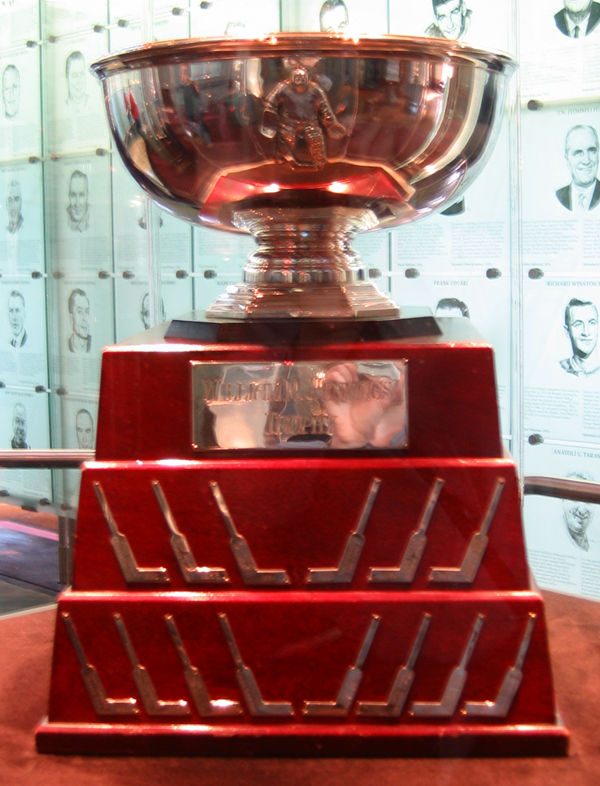
William M. Jennings Trophy